# Micreumenes mozambicanus
Micreumenes mozambicanus är en stekelart som först beskrevs av Giordani Soika 1944.  Micreumenes mozambicanus ingår i släktet Micreumenes och familjen Eumenidae. Inga underarter finns listade i Catalogue of Life.